# Haskeir

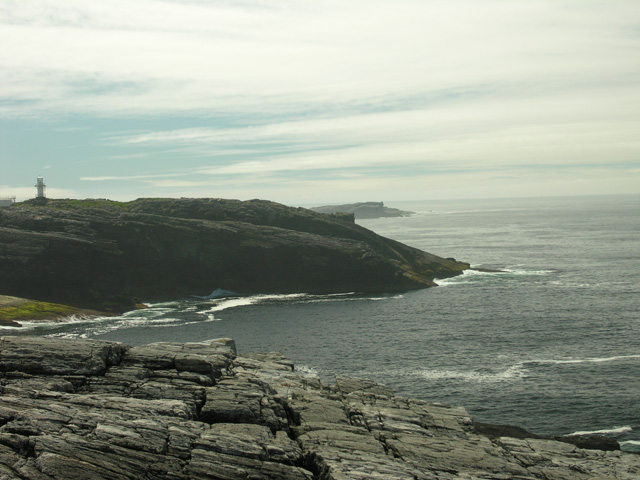
Vuurtoren op Haskeir

Haskeir of Hasker is een zeer klein archipelletje ten westnoordwesten van Uibhist a Tuath in de Buiten-Hebriden.
Hasgeir ligt ongeveer 13 kilometer ten westnoordwesten van de Rubha Ghriminis, een landtong in het noordwesten van Uibhist a Tuath. Het omvat één iets groter eiland, het Eilean Hasgeir, waarrond een aantal kleine eilandjes liggen. Op dit hoofdeiland bevinden zich natuurlijke rotsbogen, die door erosie zijn gevormd. Ten zuidwesten hiervan ligt een kleiner eiland, Hasgeir Eagach genaamd, wat Gezonken Hasgeir betekent; deze formatie bestaat in feite uit 5 kleine rotsen.
Haskeir mag men niet met Heisgeir verwarren, dat een veel grotere archipel is ten zuidwesten van Haskeir, en dichter bij de kust van Uibhist a Tuath.